# Regimantas Miniotas
Regimantas Miniotas (Kedainiai, 14 de mayo de 1996) es un baloncestista lituano que pertenece a la plantilla del BC Wolves de la LKL lituana. Con 2,08 metros de estatura, juega en la posición de ala-pívot.

## Trayectoria deportiva
Miniotas se formó en la cantera del Žalgiris Kaunas de su país, con el que jugaría durante dos temporadas en su filial, el Žalgiris-2 Kaunas. Disputaría dos temporadas (2016-2017 y 2017-2018), en las filas del Vytautas Prienai con el que disputaría la LKL. En la temporada 2018-19 juega en las filas del Nevėžis Kėdainiai, de su ciudad natal. En verano de 2019, regresa al Vytautas Prienai para firmar un contrato por varias temporadas. El jugador inicia la temporada 2020-21 en las filas del Vytautas Prienu, conjunto con el que promedia 18,5 puntos, 10,5 rebotes y 2,8 asistencias por partido en la LKL lituana.
El 29 de noviembre de 2020 firmó con el Bilbao Basket de la Liga ACB.
El 18 de noviembre de 2021, tras rescindir su contrato con Bilbao Basket,  firma por el BC Žalgiris de la LKL lituana.

### Internacional
Es internacional absoluto por Selección de baloncesto de Lituania y también en sus categorías inferiores. En 2020 el jugador disputaría los encuentros con la selección absoluta de los clasificatorios para el Eurobasket 2021. En el primer encuentro de estas ventanas FIBA ante Dinamarca sumó 8 puntos y 5 rebotes para su selección en 15 minutos de juego.